# おふくろ先生の診療日記
『特別企画 おふくろ先生の診療日記』（とくべつきかく おふくろせんせいのしんりょうにっき）は、2008年から2015年まで毎日放送（MBS）・TBS系共同制作「月曜ゴールデン」で放送されたテレビドラマシリーズ。全7回。主演は泉ピン子。
本項ではシリーズ全作品について記述する。
夕張市が舞台であることから地元局の北海道放送（HBC）も制作協力の形で製作に関わった。

## 概要
第1作
財政破綻後の北海道夕張市がドラマの舞台。東京から夕張にやって来た53歳の新米女性医師の奮闘を描く人情味あふれる内容。夕張市民もエキストラとして参加している。
ドラマでは1981年に発生した北炭夕張新炭鉱ガス突出事故や財政破綻後の夕張市の成人式の模様も取り入れるなど、ドキュメンタリー仕立ての内容であった。
当初は2008年2月18日に放送予定であったが、市川崑監督の追悼企画として映画『犬神家の一族』を急遽放送したため、1週ずれて2月25日の放送となった。
2008年2月期「月間ギャラクシー賞」を受賞している。
第2作
“JNN50周年特別企画”の一環として制作され、こちらもMBSとTBSの共同制作。

## 登場人物

### 大田原家
大田原花世
演 - 泉ピン子
「ゆうばり南診療所」の医師。亡き夫の遺志を継ぎ、地域医療をするために医大を経て53歳の新米医師として赴任。看護師としては20年のキャリアを持つ（第1作）。
「ゆうばり南診療所」を地元の医師に託し、2008年4月に「上勝西町診療所」に医師として赴任。自身の経験から｢絶対無理だと思う先にも道は開ける｣と信じている。上勝の現状に「夢と希望を与えるための新しい種が必要」と考える。たまたま食べた料理のつまである葉っぱに再生のヒントを見付ける（第2作）。
アメリカ研修に行った前任の大山医師に代わって「小豆島みなと町診療所」の医師として2009年10月に期間限定で赴任。美弥子の認知症に早い段階で気付き、診断と治療をする事に（第3作）。
前作で徳島に戻ったあと東日本大震災が発生し、被災地での医療支援活動に参加。その後稲取診療所に招かれた（第4作）。
前任の医師が新潟に戻ったために、後任として「佐渡京町診療所」に赴任。自分の存在を「渡り鳥」とし、順応性があると見ている（第5作）。
大学時代の先輩の医師が病気療養するために、臨時として「群上中町診療所」に赴任。郡上おどりに消極的だったが、参加することとなる（第6作）。
大田原和博
演 - 佐野泰臣（第1作 - 第5作）
花世の息子。大学に進学するも、孤独感を抱いて中退する。歩美と知り合った事をきっかけに、夕張市の応援ブログを開設する（第1作）。
21歳。カメラマン助手。最近では機材の選定を任されている。母とはインターネットや携帯電話でのやり取りが主である（第2作）。
新米カメラマンだが、まだカメラマンの助手もしている。農業婚活の取材で小豆島を訪れる。雑誌の特集ページを任されるなど仕事は順調で、取材で出会った唯に交際を申し込む（第3作）。
新米カメラマン。岩手に支援ボランティアに向かった際に、麻衣と知り合う（第4作）。
取材で佐渡を訪れた際、たらい舟に乗った圭太をファインダー越しに見つけ救出に向かうも、泳げないために海に落ちて逆に助けてもらう事に（第5作）。
大田原章一
演 - 平田満（友情出演）
花世の亡き夫。お金のない人などを見捨てない医療を目指し、地域医療を夢見ていた（第1作）。

### ゲスト

#### 第1作
向坂信介
演 - 村田雄浩
夕張市地域再生課の再生対策委員。独身で、父と同居中。財政破綻後の市の経費削減に頭を悩ます。
立花りえ子
演 - 藤谷美紀
「ゆうばり南診療所」の看護師。看護師になるも、市立病院の縮小によって行き場を無くし、現在に至る。酔うと、悲観的に本音が出てしまう。家族は父を炭鉱事故で、母をガンでいずれも亡くしている。
平井歩美
演 - 沢井美優
京子の娘。東京で美容師になる事を決意するも、妊娠した事を機に地元に残ることを決意する。地元の成人式イベントである「成人祭」の開催危機に直面し、自らが中心となって募金活動を行うことに。泰造の葬儀中に産気づき、花世の手助けもあって出産する。
中沢たえ
演 - 角替和枝
平井京子
演 - 朝加真由美
理容師。父を炭鉱事故で亡くし、理容院「はまなす」を夫と共同経営していたが、離婚後は娘と二人で営む。
山崎高志
演 - 浅利陽介
夕張市地域再生課職員。信介の部下。自らの住む街を現実的な見方をしていて、希望退職を決意し、民間企業に再就職が決まる。
松本沙織
演 - 廣田朋菜
向坂泰造
演 - 織本順吉
信介の父。かつては炭鉱作業員であったが、炭鉱閉鎖後は小さな映画館を開き、映写技師に転身。映画館閉鎖後は年一回の映画祭での仕事をしていたが、映画祭の中止と妻が亡くなった事で絶望を感じ、長生きしたくないと思う。りえ子の父とは最後まで一緒だった事から、助けられなかった事を今でも後悔している。心臓の病が悪化し、成人祭を前にして亡くなってしまう。
その他
演 - 杉村暁、青空球児、青木和代、浅沼晋平

#### 第2作
青田誠
演 - 小市慢太郎
八重の息子。大学進学から上京し、東京の証券会社で働いている。世田谷在住で妻のけい子と息子がいる。八重に24時間介護付のマンションへの移住を求めているが、町にしばられている彼女を自分のように自由にしてやりたいとの思いからである。再三の説得に当たる中、突然倒れ、診療所に入院してしまう。
武市香里
演 - 森脇英理子
「上勝西町診療所」の看護師。上勝の事情に詳しいが、愚痴をこぼす一面も。
北島達也
演 - 仁科克基
振り込め詐欺の当事者。四流大学の大学生。親は「大卒となれば何とかなる」と信じて仕送りを続けているという現状に呆れている。しかし、被害者であった八重と知り合い、彼女の家に住み着く事に。当初は罪滅ぼしのためだったのだが、東京から離れた上勝の心地よさから、葉っぱ事業を手伝うことに。事業が軌道に乗り、東京で出直す事を決意する。
美馬冰冰
演 - 尾上紫
美馬家の嫁。中国人。夫の浮気が発覚し、母国への帰国を一瞬決意した事も。一方で姑の久子の体調を気遣っている。
村田
演 - 剛たつひと
徳島青果卸市場勤務。横川らの葉っぱ事業の仲介をする人物。
猪口
演 - 蟷螂襲
上勝の住民。元々はみかん農家だったが、不作などに伴い葉物野菜を作っていたが、ついに離農を決断する。
武市平太
演 - 井之上チャル
上勝にある「たけいち笑店」の店主。香里の兄。
中妻
演 - 牛丸裕司
「JA東とくしま上勝支所」営農購買課長。横川の退職願を受け取るも、嘆願書などの理由から撤回する。
美馬久子
演 - 正司照枝
美馬の姑。嫁の冰冰に対し、厳しい一面を見せている。一年前に入院歴があり、体調面で不安を抱える。
青田八重
演 - 野際陽子
上勝で一人暮らしの老女。町の嫌われ者。夫の明夫が他界して13回忌を迎える。息子の名を騙った振り込め詐欺に引っかかり、2度目の振り込め詐欺に引っかかりそうになるも、当事者である北島と知り合い、突然彼と結婚すると息子の前で言い出してしまうも、この町から離れたくない思いから。花や木の知識に詳しい事から葉っぱ事業のリーダー格としての指名を横川から受け、周辺住民を引っ張る事に。葉っぱ事業が軌道に乗った地点で上勝で一生を過ごすことを決意する。
横川圭一
演 - 小林稔侍
「JA東とくしま上勝支所」営農購買課の営農指導員。本来は作物の選定や農業経営の相談に乗るというのが業務だが、最近は離農の生活相談が中心。上勝出身で地元を思う気持ちが強過ぎて、自らの離婚や農水省の視察、みかん農家からの転換失敗により、周囲の住民の怒りを買っている。辞職を決意するも、周囲により思いとどまっている。八重のわがままを素直に聞く数少ない人物なのだが、それも過去の失敗により八重の夫に負担をかけさせた事から。花世からヒントを得て葉っぱ事業に上勝の再生を託す。子供の頃から血が苦手。
その他
演 - 茂中瑛子、芝本正、隈本晃俊、柳川清、勝野賢三、服部明美、新海なつ、村上かず、谷口知輝、旭屋光太郎、山藤貴子、乃一裕、近藤佑衣、後藤聡、北村実優

#### 第3作
島田正三
演 - 平泉成
美弥子の夫。昭和25年5月8日生まれの59歳。昔はフェリーの船長だったが、美弥子との間にできた息子が肺炎のため幼くして病死。そのショックで声が出なくなった妻に責任を感じ、オリーブ栽培に転身する。腰痛持ちだが、「自分の体は自分で治す」という頑固な面があって病院嫌い。さらにギックリ腰を患って以降から気難しくなっていたが、認知症によって、亡くなった息子の存在を忘れ始めた美弥子の事を思い、診療所で花世の診断を受けさせた。美弥子の症状悪化により、亡き息子の夢であった豪華客船の旅を断念しようとするが、花世らの後押しもあり、出発する事に。
立川唯
演 - 北川弘美
婚活を兼ねた農業体験で東京から小豆島に来た女性。しかし、本来の婚活が目的ではなく農業目的での表向きだったが、実は益子焼の修行で5年間住み込みをしていた過去があり、既婚者である陶芸の師匠に恋をしてしまったために逃れるための来訪であった。農業体験で知り合った和博から交際を申し込まれるも、つらい過去から逃げるための交際に疑問を感じ、農業体験終了後に正三宅に居候して夫婦の生活を見た事で、自分の将来を見つめ直し、小豆島に当面の間住むことを決意する。正三夫婦の豪華客船の旅に同行して、美弥子の様子を見守る事に。
島田修史
演 - 佐藤正宏
正三の弟。オリーブ農園の主。珠代との間に受験生の息子がいる。認知症の美弥子を見て、介護する兄の体調の気遣いと義姉の変わりゆく姿を案じ、グループホームへの入所を薦める。
井川智恵
演 - あめくみちこ
花世の勤務する「小豆島みなと町診療所」の看護師。
島田珠代
演 - 岡本麗
修史の妻。夫の義姉に対する見方に当初は反発するも、一緒になってグループホームへの入所を薦める。
島田美弥子
演 - いしだあゆみ
正三の妻。昭和26年8月20日生まれの58歳「島の肝っ玉母さん」と呼ばれるも、自分の息子を亡くした悲しさを振り払うかのように近所の子供たちにお祝い事がある度の差し入れや、気難しくなった夫に代わって農業の寄り合いに顔を出すなどの姿勢からである。元フェリーの売り子で、船長だった正三とプロポーズし結婚。近年、物忘れがひどく、診察の結果、「アルツハイマー型認知症の初期症状」と判明する。認知症によって、家族の記憶を無くす不安と症状による夫の大負担を思い、自覚症状のあるうちにグループホームへの入所を決意する。
その他
演 - 杉村暁、田中たぬ紀、有薗芳記

#### 第4作
浜田栄太
演 - 風間俊介
克利の息子。周囲は「栄ちゃん」と呼んでいる。父の持ち船「栄進丸」の名前の由来ともなっている。荒れた父親に愛想を尽かし、漁師を継がずに伊東のホテル「サンハトヤ」の契約社員として働いていて、寮住まいをしていた。漁師は継がないと決意していたが、急転して克利の後を継ごうと決断するも当初は拒否され断念しようとするも退職を機に決意。母の四十九日法要の後に小型船舶免許を取得。天気が大荒れの中、初漁に出て大漁を経験する。
藤崎麻衣
演 - 村川絵梨
稲取診療所の看護婦。かつて岩手で暮らしていたが、東日本大震災で自分と祖母を避難させた父が加工場勤務の母を迎えに行く途中に2人とも命を落とし、家を失い、唯一生き残った祖母と共に、祖母の妹が居る稲取に移住してきた。父が漁師だった事から克利と重ねる形で心配する。漁師を夢見ていた頃があり、中学卒業時に父の反対で断念。
浜岡恵子・卓司
演 - 松本明子・小林すすむ
稲取の食堂「魚恵」を営む夫婦。克利の酒癖に辟易しているが心配もしている。子供はいない。
有吉周一
演 - 乃木涼介
伊豆中央市立病院の医師。1年前に東京の大学病院より移るも、克利の妻が脳溢血で救急搬送されたとき受け入れを拒否している。「患者のケア以前に自身の心のケアを必要」と花世に指摘される。以前は赴任先に不満を持っていたが、魚釣りに興味を持ち始めたのをきっかけに見直し始める。
浜田知恵
演 - 阿部朋子
1年前に脳溢血で亡くなった克利の妻。生前、不漁や持ち船の不調で荒れていた克利に気を遣い、体調不良を隠してパートに出ていた。銀婚式の際に夫に言われた10の願いを信じ、ノートに書き残す。
藤崎則子
演 - 正司花江
麻衣の祖母。麻衣と一緒に稲取に移住してきた。夫の形見である御守りを肌身離さず身に付けている。
浜田克利
演 - 大杉漣
漁師。不漁、持ち船「栄進丸」の不調、脳溢血による妻の急逝と不幸が重なり、孤独感から気持ちが薄れて愛想が悪くなり仲間や息子の栄太も寄り付かない存在に。妻が倒れた際、救急受け入れを拒否され病院をたらい回しにされて亡くなったことで、病院に不信感を持っている。栄太に苦労させたくないと漁師を自分の代で終えようとしたが、急転して継がそうと決意するも本人の目の前で倒れて、胃がんと判明する。自分の不甲斐無さに罰が当たったと嘆くも、花世に諭される。手術は難航するも成功し、できるだけ長く生きようと決意する。
その他
演 - 南周平、大木イチロー、遠山俊也、須田邦裕、澤口夏奈子、結城さなえ、石田竜輝

#### 第5作
外浦奈津子
演 - 佐藤藍子
佐渡トキ保護センター職員で、トキの森公園でトキの飼育員をしている。手を抜くことができない頑張り屋で、父親譲り頑固さを持つ。兄、姉を死産と8か月目に肺炎が原因での流産という環境で、大事に育てられた。東京では雑貨店を営んでいたが、父の老後の貯金で借金を立て替えた事から負い目を感じ、3年前に父の介護のために帰省。終わりない介護に疲労気味だが、トキを見ている時が幸せを感じる。養護老人ホームへの入所を考える父に、人付き合いへの不安から反対する。商店で異物を飲み込んだ圭太の付き添いという形で診療所に連れられ、花世に母親と勘違いされた。東京では彼氏はいたが、今はいない。全作の4回のプロポーズを受けるも断り、勤務先で疲労に貧血で倒れ、診療所へ運ばれる。全作のプロポーズを受け、結婚する。
坂崎全作
演 - 田中要次
佐渡市役所職員。奈津子の幼馴染。東京から来た女性と結婚するも、相手が田舎に飽きた事で離婚し、現在はバツイチ。奈津子に10代の頃から3回プロポーズするも上手く行かなったが、4回目のプロポーズも誠治の介護を理由に断られるが、婿として再度プロポーズをして結婚する。
河原竜之介
演 - 丹羽貞仁
診療所の看護師。愛称は「竜ちゃん」。ロードタイプの自転車を持つ。時間などに細かい一面も。
前川彩香
演 - 赤井沙希
圭太の母。シングルマザー。昼間は喫茶店でウエイトレス、夜はカラオケスナックでバイトとして働いている。夫は愛人を作り、逃げていった。花世に対し、敵対心から「クソババア」呼ばわりする。仕事人間気質であり、バイトを優先するあまり圭太の事を蔑ろにしがちだったが、圭太が行方不明になった事件以降は出来る限り圭太と接する時間を作っている。
前川圭太
演 - 安達大輝
7歳。「佐渡南小学校」1年生だが、入学式でいじめられて以降は学校に行っていない。商店で段ボールを飲み込み、診療所で処置を受ける。強くなりたいと思い、一人でたらい舟に乗ろうと一時行方不明に。学校へ再び通う事に。
外浦誠治
演 - 北村総一朗
奈津子の父。20歳の時からたらい舟を使った磯ねぎ漁師であった。5年前に妻が亡くなった直後、脳卒中でたらい舟ごとひっくり返り、断念したはずだった。市内の病院に通院中で、血圧の薬だけをもらいに診療所を訪ねる。花世を当初「旅の者」呼ばわりし、前任の診療所医師とも揉めていた。体力の衰えから娘に醜態をさらしてしまい死を懇願する一方で、漁を生きがいとして、若い者には負けたくないと今でも、漁の復帰を願っている。しかし、漁の復帰を強行で推し進めたところで再び倒れる。一時的に圭太を昼間に預かる事で今後の生きがいを見つける。
その他
演 - 石沢徹、平林弘太朗

#### 第6作
芹沢比呂美
演 - 高橋ひとみ
芹沢雄策の妻。4年前、元夫からストーカー被害を受けていた比呂美を守ろうとした雄策が揉み合いとなったところ、比呂美が元夫を包丁で刺殺してしまい、過剰防衛が成立せず懲役5年の実刑判決を受ける。出所後は美濃市の和紙の里会館の職員となる。過去の事件の噂で娘が傷つくことを恐れ、雄策に離婚届を託す。
芹沢雄策
演 - 今井雅之
町役場の観光課課長。郡上おどりの成功に向けて仕事に打ち込んでいる。
芹沢亜衣
演 - 大後寿々花
芹沢雄策の娘。何回か倒れたことで、重度の再生不良性貧血が判明する。骨髄移植適合の血縁者検査にて比呂美のみが適合し、手術は成功する。
坂本鮎子
演 - 古村比呂
群上中町診療所の看護師
松岡
演 - 伊東孝明
町役場の観光課職員。
長沼
演 - 宮下裕治
岐阜総合病院医師。亜衣の主治医。
翔太
演 - 栗原吾郎
亜衣の幼馴染。
恵美
演 - 川本まゆ
芹沢庄五郎
演 - 伊東四朗
芹沢雄策の父。家業の下駄屋の傍ら郡上おどり保存会の理事を務める。
その他
演 - 奥村友美、後藤圭吾、牟田浩二、鉢嶺杏奈、森圭吾

#### 第7作
斉藤猛
演 - 古谷一行
阪神・淡路大震災で息子夫婦を亡くす。
林すみ香
演 - 中山忍
くにうみ診療所の看護師。
斉藤みなみ
演 - 宮﨑香蓮
斉藤猛の孫娘。
飯島諒太
演 - 細田善彦
飯島繁夫の孫。研修医。
青木純也
演 - 泉澤祐希

西村菜摘
演 - 久保田磨希

小森
演 - 旭屋光太郎
北淡路先端医療センター事務長。
平松千代子
演 - 茅島成美

大橋恭介
演 - 植草克秀
大橋寿子の息子。
飯島繁夫
演 - 秋野太作
北淡路先端医療センター院長。
大橋寿子
演 - 佐久間良子
斉藤猛と飯島繁夫の同級生。

## スタッフ
- 脚本 - 関根俊夫、李正姫、旺季志ずか
- 演出 - 竹園元（毎日放送）
- テーマ曲 - ミトカツユキ「奇跡〜大きな愛のように〜」（アリオラジャパン）
- 技術プロデューサー - 高木久之（第1作・第2作）
- 技術協力 - 放送映画製作所（第2作）、フォーチュン（第3作 - ）
- TD - 川田万里（第1作）、関照男（第2作）
- 撮影 - 関照夫（第1作・第5作）、桂将太（第1作）、川田万里（第2作）
- 実景撮影 - 三上幸男
- 撮影助手 - 濱野良太
- 映像 - 塩津亮児（第1作・第5作）、栗林信幸（第1作）、平田泰一（第2作）
- 照明 - 米川史朗（第1作）、田村廣人（第2作）、佐々木雄也（第5作）
- 照明助手 - 東海林旗、田中岳、土居健太郎、原孝之
- 音声 - 矢川祐介（第1作）、佐々木孝（第2作）、杉村賢太郎（第5作）
- 音声助手 - 佐藤公章、杉村賢太郎、逢田雄大、中越真司
- 選曲効果 - 岸端賢一（第1作・第2作・第5作）
- MA - 田中聖二（第1作・第2作・第5作）
- 編集 - 大塚民生（第1作・第5作）、村松智美（第1作）、寺下智（第2作）、池田えり奈（第5作）
- CG - 紀野伸子（第1作・第2作・第5作）、村田英樹（第1作・第2作）
- タイトル - 中原賢二（第1作・第2作・第5作）
- 美術プロデューサー - 石田道昭（第1作）、木川晋雄（第2作）
- 美術デザイン - 岡嶋宏明
- 美術制作 - 高田圭三
- 美術ディレクター - 冨田潤（第2作）
- 美術進行 - 坂内豊（第2作）
- 美術協力 - アックス（第3作・第4作）
- 装飾 - 今野輝明（第1作）、増田豊（第1作・第5作）、横田浩之（第2作）
- 衣裳 - 高橋京子（第1作）、武内修（第1作・第5作）、新田裕美子（第2作）、盛安敏子（第2作）、中村さよこ（第5作）
- 化粧 - 山下幸子（第1作）、伊駒舞（第1作）、濱かずこ（第2作）、高村明日見（第2作）、小泉尚子（第2作）
- 持道具 - 村石幸二
- 建具 - 樋口一夫
- 植木 - 金子利治
- 電飾 - 井上昇
- 美術車輌 - 本宮尚志
- 医療監修 - 武本憲重[注 7]（武本ホームドクタークリニック）
- 参考文献 - 横石知二「そうだ、葉っぱを売ろう！」（ソフトバンククリエイティブ）（第2作）
- 撮影協力 - 夕張市、JR北海道、夕張リゾート 、岩見沢市立総合病院 他
- 協力 - AIRDO、フォーチュン、アックス、HBCフレックス、HBCメディアクリエート 他
- 撮影スタジオ - 緑山スタジオ・シティ（第1作・第3作 - 第5作）
- エキストラ - ビッグワンウエスト（第2作）
- 制作協力 - 北海道放送（第1作）、MBS企画（第1作・第2作）
- 撮影協力・映像提供 - 環境省（第5作）、佐渡市、新潟県、BSN
- ロケーション協力
  - 第2作 - 徳島県ロケーションオフィス、徳島県上勝町、株式会社いろどり、JA東とくしま、月ヶ谷温泉、阿波銀行 他
  - 第3作 - 小豆島観光協会、小豆島町、土庄町商工観光課、小豆島急行フェリー、香川フィルムコミッション 他
  - 第4作 - 稲取温泉観光協会、伊豆漁協稲取支所、東伊豆町、伊東市、小田原市、国際医療福祉大学熱海病院、サンハトヤ、伊豆急行 他
  - 第5作 - フィルムコミッション佐渡、佐渡汽船、NPO法人相川京町町並み保存センター、ゴールデン佐渡、にいがたロケーションネットワーク 他
  - 第6作 - 岐阜県、郡上市、美濃市、長良川鉄道、全国農業協同組合連合会岐阜県本部 他
- プロデューサー - 登坂琢磨（MBS / 第1作・第2作）、亀井弘明（MBS / 第1作）、竹園元（MBS / 第3作 - 第7作）、川上裕（MBS / 第7作）、山崎統司（ドリマックス・テレビジョン / 第3作 - 第7作）
- 制作 - ドリマックス・テレビジョン（第3作 - ）
- 製作 - 毎日放送、TBS

## 放送日程
| 話数 | 放送日        | サブタイトル                                                                                         | 脚本       | 視聴率 |
| ---- | ------------- | --- | ---------- | ------ |
| 1    | 2008年2月25日 | この町は変われる！53歳新米女医と地元職員が市民と再生への熱意をつなぐ… 北の町から涙と幸福のメッセージ | 関根俊夫   |        |
| 2    | 2009年6月08日 | 1枚の葉っぱが生んだ奇跡の物語                                                                        | 李正姫     |        |
| 3    | 2010年9月20日 | 瀬戸内･小豆島編                                                                                      | 旺季志ずか | 11.2%  |
| 4    | 2012年3月12日 | 人はひとりじゃない！伊豆・稲取編                                                                     | 関根俊夫   | 11.6%  |
| 5    | 2013年3月04日 | 子の幸せは親の幸せ！介護と子育てとの闘い トキの舞う島 新潟・佐渡編                                   | 関根俊夫   | 11.0%  |
| 6    | 11月04日      | 家族を守れ！水とおどりの町 岐阜・郡上八幡編                                                          | 関根俊夫   | 10.5%  |
| 7    | 2015年4月06日 | 忘れない！20年前の約束 神戸・淡路島編                                                                | 李正姫     | 9.1%   |

- 視聴率はビデオリサーチ調べ、関東地区・世帯